# Suphalomitus pygmaeus
Suphalomitus pygmaeus är en insektsart som beskrevs av Tim R. New 1984. Suphalomitus pygmaeus ingår i släktet Suphalomitus och familjen fjärilsländor. Inga underarter finns listade i Catalogue of Life.